# Acronicta brumosa
Acronicta brumosa (tên tiếng Anh: Charred Dagger Moth) là một loài bướm đêm thuộc họ Noctuidae. Nó được tìm thấy ở New York tới Florida, phía tây qua các tiểu bang miền nam tới California, phía bắc ít nhất tới Utah.
Sải cánh dài khoảng 38 mm.

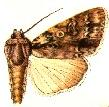

Ấu trùng ăn các loài Quercus khác nhau.

## Phụ loài
- Acronicta brumosa brumosa
- Acronicta brumosa persuasa
- Acronicta brumosa liturata